# Archiearis intermedia
Archiearis intermedia là một loài bướm đêm trong họ Geometridae.